# Lepidocolaptes leucogaster
Trepa-troncos-listado ou arapaçu-orvalhado (Lepidocolaptes leucogaster) é uma espécie de ave da subfamília Dendrocolaptinae.
É endémica do México.
Os seus habitats naturais são: florestas secas tropicais ou subtropicais e regiões subtropicais ou tropicais húmidas de alta altitude.